# Брак (мультфильм)
«Брак» — объёмный мультипликационный фильм, созданный из верёвок режиссёром Гарри Бардиным на киностудии «Союзмультфильм» в 1987 году.

## Создатели
- Автор сценария и Кинорежиссёр — Гарри Бардин
- Художник-постановщик — Ирина Ленникова
- Кинооператор — Сергей Хлебников
- Художники-мультипликаторы — Ирина Собинова-Кассиль, Лидия Маятникова
- Звукооператор — Владимир Кутузов
- Монтажёр — Галина Филатова
- Над фильмом работали — Владимир Аббакумов, Олег Масаинов, Виктор Гришин, Сергей Попов, Павел Гусев, Михаил Колтунов, Валерий Петров, Владимир Алисов, Светлана Знаменская
- Роли озвучивали — Ирина Муравьёва, Гарри Бардин, Геннадий Хазанов (голос комментатора по телевизору)
- Редактор — Татьяна Папорова
- Директор съёмочной группы — Григорий Хмара

## Сюжет
История знакомства, любви, женитьбы и семейной жизни, рассказанная при помощи двух верёвок. Он — верёвк по имени Буся. Она — верёвка по имени Мася. Великолепный памфлет на бездуховный, безлюбовный брачный союз двух вульгарных людей, в котором страдают и они оба, и их ни в чём не повинное дитя.

## О мультфильме
В мультфильме герои говорят искажёнными словами русского языка, при этом смысл предложений понятен. И главным смысловым элементом становится не слово, а интонация. В этой истории удачно играет и сам материал — верёвки. Они связываются вместе на свадьбе и с каждой ссорой, бросаясь в разные стороны, калечат друг друга: верёвка имеет свойство рваться. Персонажи мирятся, и рана залечивается: верёвка зашивается, связывается, скалывается булавкой. Это метафора семейных уз и моральных травм.
Для того, чтобы верёвка держала форму, в её основе использовали немецкую обожжённую алюминиевую проволоку, взятую на игрушечной фабрике. После съёмок у режиссёра остался большой моток проволоки, позднее использованный для съёмок мультфильма «Выкрутасы».